# اسلام رشدی
اسلام رشدی (عربی: اسلام رشدى؛ زادهٔ ۲۶ ژوئیهٔ ۱۹۸۹) یک ورزشکار اهل مصر است.
از باشگاه‌هایی که در آن بازی کرده‌است می‌توان به باشگاه ورزشی الاهلی مصر اشاره کرد.